# Lorenzo Sonego
Lorenzo Sonego (* 11. května 1995 Turín) je italský profesionální tenista. Ve své dosavadní kariéře na okruhu ATP Tour vyhrál čtyři singlové a dva deblové turnaje. Na challengerech ATP a okruhu ITF získal šest titulů ve dvouhře.
Na žebříčku ATP byl ve dvouhře nejvýše klasifikován v říjnu 2021 na 21. místě a ve čtyřhře v září 2022 na 60. místě. Trénuje ho Gipo Arbino.
V italském daviscupovém týmu debutoval v roce 2021 utkáním základní skupiny finálového turnaje proti Spojeným státům, v němž vyhrál dvouhru nad Reilly Opelkou. Italové zvítězili 2:1 na zápasy. V roce 2023 se stal součástí vítězného výběru, který pro Itálii získal druhou „salátovou mísu“. Do roku 2025 v soutěži nastoupil k jedenácti mezistátním utkáním s bilancí 6–3 ve dvouhře a 3–0 ve čtyřhře.
Itálii reprezentoval na odložených Letních olympijských hrách 2020 v Tokiu, kde startoval v mužské dvouhře jako třináctý nasazený. Ve druhém kole však podlehl Gruzínci Nikolozi Basilašvilimu. Do mužské čtyřhry zasáhl s Lorenzem Musettim. Rovněž ve druhé fázi je vyřadil první světový pár a pozdější olympijští vítězové Nikola Mektić s Matem Pavićem.

## Tenisová kariéra
Tenis začal hrát relativně pozdě v jedenácti letech, kdy navázal spolupráci s koučem Gipem Arbinem. Premiérový titul na challengerech si odvezl z říjnového Sparkassen ATP Challengeru 2017 v Ortisei. Ve finále porazil německého hráče Tima Pütze po dvousetovém průběhu.
Na okruhu ATP Tour debutoval antukovým Internazionali BNL d'Italia 2016 v Římě po zisku divoké karty. V prvním kole podlehl Portugalci Joãu Sousovi. Na další události ze série Masters, Monte-Carlo Rolex Masters 2019, prošel kvalifikačním sítem do hlavní soutěže. Na cestě do čtvrtfinále pak poprvé porazil člena elitní světové dvacítky, dvanáctého muže klasifikace Karena Chačanova z Ruska. Mezi poslední osmičkou jej vyřadil Srb Dušan Lajović.

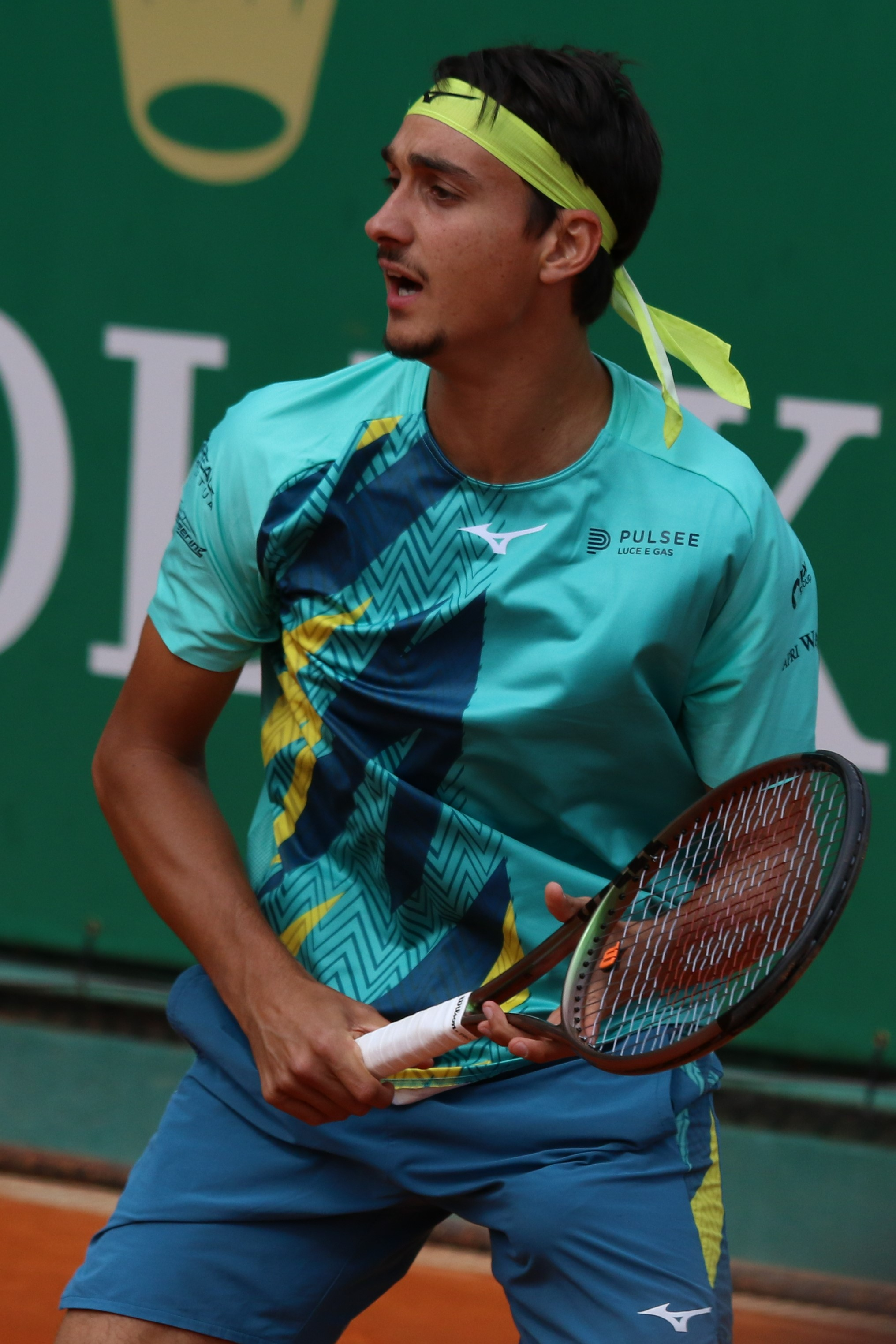
Na Monte-Carlo Masters 2022

Debut v hlavní soutěži nejvyšší grandslamové kategorie zaznamenal v mužském singlu Australian Open 2018 po zvládnuté tříkolové kvalifikaci. V jejím závěru vyřadil Australana Bernarda Tomica. Ve dvouhře pak přehrál Nizozemce Robina Haaseho, ale ve druhém kole nenašel recept na Francouze Richarda Gasqueta. Do singlové soutěže Wimbledonu 2018 zasáhl i přes porážku v kvalifikačním kole od Ernestse Gulbise. Jako šťastný poražený singlista pak v úvodní fázi dvouhry neuhrál žádný set na Američana Taylora Fritze. Průnik mezi sto nejlepších tenistů zaznamenal 10. září 2018 po druhém kole na US Open 2018 a trofeji z janovského challengeru v navazujícím týdnu. Na žebříčku ATP se posunul ze 121. na 90. místo.
Do prvního čtvrtfinále na okruhu ATP Tour se probojoval během Gazprom Hungarioan Open 2018 po záchraně dvou mečbolu Poláka Huberta Hurkacze a výhře nad Gasquetem. Do premiérového finále pak postoupil během červnového Antalya Open 2019 po vítězství nad třetím nasazeným Australanem Jordanem Thompsonem. Z pozice sedmdesátého pátého hráče žebříčku v boji o titul zdolal 19letého Srba Miomira Kecmanoviće ve třech setech. Ve druhém z nich odvrátil mečbol. Před anatalyjským turnajem přitom nevyhrál žádné utkání na trávě a do Turecka přijížděl se sérií šesti proher. Po triumfu prolomil brány první světové padesátky, když ve vydání z 1. července 2019 figuroval na 46. příčce.
Na cestě do druhé kariérního semifinále ATP, antukového Generali Open Kitzbühel 2019, odvrátil osm mečbolů Argentinci Federicu Delbonisovi a jednu mečbolovou hrozbu Robertu Carballési Baenovi. Mezi poslední čtveřicí hráčů jej zastavila rakouská světová čtyřka Dominic Thiem. Desetizápasovou šňůru porážek ukončil premiérovým postupem do čtvrtfinále turnaje z kategorie ATP Tour 500, Rio Open 2020, kde dohrál na raketě chorvatské turnajové pětky Borny Ćoriće.
Druhý singlový titul vybojoval na cagliarském Sardegna Open 2021. Po patnácti letech se stal prvním Italem, jenž vyhrál turnaj na italské půdě. S krajanem Andreou Vavassorim navíc triumfoval i v sardinské čtyřhře.

## Finále na okruhu ATP Tour
| Legenda                     |
| --------------------------- |
| D – dvouhra; Č – čtyřhra    |
| Grand Slam (0)              |
| Turnaj mistrů (0)           |
| ATP Tour Masters 1000 (0)   |
| ATP Tour 500 (0–1 D)        |
| ATP Tour 250 (4–1 D; 2–1 Č) |

### Dvouhra: 6 (4–2)
| Stav      | č. | datum         | turnaj                         | kategorie | povrch    | soupeř ve finále  | výsledek                |
| --------- | -- | ------------- | ------------------------------ | --------- | --------- | ----------------- | ----------------------- |
| Vítěz     | 1. | červen 2019   | Antalya, Turecko               | ATP 250   | tráva     | Miomir Kecmanović | 6–7(5–7), 7–6(7–5), 6–1 |
| Finalista | 1. | listopad 2020 | Vídeň, Rakousko                | ATP 500   | tvrdý (h) | Andrej Rubljov    | 4–6, 4–6                |
| Vítěz     | 2. | duben 2021    | Cagliari, Itálie               | ATP 250   | antuka    | Laslo Djere       | 2–6, 7–6(7–5), 6–4      |
| Finalista | 2. | červen 2021   | Eastbourne, Spojené království | ATP 250   | tráva     | Alex de Minaur    | 6–4, 4–6, 6–7(5–7)      |
| Vítěz     | 3. | září 2022     | Mety, Francie                  | ATP 250   | tvrdý (h) | Alexandr Bublik   | 7–6(7–3), 6–2           |
| Vítěz     | 4. | srpen 2024    | Winston-Salem, Spojené státy   | ATP 250   | tvrdý     | Alex Michelsen    | 6–0, 6–3                |

### Čtyřhra: 3 (2–1)
| Stav      | č. | datum         | turnaj              | kategorie | povrch | spoluhráč        | soupeři ve finále             | výsledek              |
| --------- | -- | ------------- | ------------------- | --------- | ------ | ---------------- | ----------------------------- | --------------------- |
| Vítěz     | 1. | duben 2021    | Cagliari, Itálie    | ATP 250   | antuka | Andrea Vavassori | Simone Bolelli Andrés Molteni | 6–3, 6–4              |
| Vítěz     | 2. | červenec 2022 | Kitzbühel, Rakousko | ATP 250   | antuka | Pedro Martínez   | Tim Pütz Michael Venus        | 5–7, 6–4, [10–8]      |
| Finalista | 1. | únor 2024     | Dauhá, Katar        | ATP 250   | tvrdý  | Lorenzo Musetti  | Jamie Murray Michael Venus    | 6–7(0–7), 6–2, [8–10] |

## Finále na challengerech ATP a okruhu Futures
| Legenda             |
| ------------------- |
| Challengery (3–1 D) |
| Futures (3–4 D)     |

### Dvouhra: 11 (6–5)
| Stav      | č. | datum             | turnaj            | povrch  | soupeř ve finále            | výsledek           |
| --------- | -- | ----------------- | ----------------- | ------- | --------------------------- | ------------------ |
| Finalista | 1. | 31. května 2015   | Lecco, Itálie     | antuka  | Tommy Paul                  | 1–6, 4–6           |
| Vítěz     | 1. | 13. září 2015     | Pula, Itálie      | antuka  | Daniel Altmaier             | 7–5, 6–4           |
| Vítěz     | 2. | 25. října 2015    | Pula, Itálie      | antuka  | George von Massow           | 6–4, 6–1           |
| Finalista | 2. | 1. listopadu 2015 | Pula, Itálie      | antuka  | Gianluca Mager              | 3–6, 3–6           |
| Vítěz     | 2. | 1. října 2017     | Pula, Itálie      | antuka  | Javier Marti                | 6–3, 3–1skreč      |
| Vítěz     | 1. | 15. října 2017    | Ortisei, Itálie   | koberec | Tim Pütz                    | 6–4, 6–4           |
| Finalista | 1. | 22. října 2017    | Ismaning, Německo | koberec | Yannick Hanfmann            | 4–6, 6–3, 5–7      |
| Finalista | 3. | 29. října 2017    | Pula, Itálie      | antuka  | Federico Gaio               | 6–7(4–7), 6–2, 0–6 |
| Finalista | 4. | 5. listopadu 2017 | Pula, Itálie      | antuka  | Tomislav Brkić              | 5–7, 4–6           |
| Vítěz     | 2. | 9. září 2018      | Janov, Itálie     | antuka  | Dustin Brown                | 6–2, 6–1           |
| Vítěz     | 3. | 8. září 2019      | Janov, Itálie     | antuka  | Alejandro Davidovich Fokina | 6–2, 4-6, 7-6(8-6) |

## Finále soutěží družstev: 1 (1–0)
| Výsledek | č. | datum a místo konání                                                                   | spoluhráči                                                  | soupeři                                                                 | skóre |
| -------- | -- | -------------------------------------------------------------------------------------- | ----------------------------------------------------------- | ----------------------------------------------------------------------- | ----- |
| Vítěz    | 1. | Davis Cup 2023 26. listopadu 2023 Málaga, Španělsko tvrdý (hala), Martin Carpena Arena | Jannik Sinner Lorenzo Musetti Matteo Arnaldi Simone Bolelli | Austrálie                                                               | 2–0   |
| Vítěz    | 1. | Davis Cup 2023 26. listopadu 2023 Málaga, Španělsko tvrdý (hala), Martin Carpena Arena | Jannik Sinner Lorenzo Musetti Matteo Arnaldi Simone Bolelli | Alex de Minaur Jordan Thompson Alexei Popyrin Max Purcell Matthew Ebden | 2–0   |

## Vítězství nad hráči Top 10
Přehled
| Sezóna    | 2020 | 2021 | 2022 | 2023 | Celkem |
| --------- | ---- | ---- | ---- | ---- | ------ |
| Vítězství | 1    | 2    | 1    | 2    | 6      |

Vítězství
| Č.                                     | hráč                  | ATP | turnaj                         | povrch    | fáze        | skóre                        | Sonego |
| -------------------------------------- | --------------------- | --- | ------------------------------ | --------- | ----------- | ---------------------------- | ------ |
| 2020                                   |                       |     |                                |           |             |                              |        |
| 1.                                     | Novak Djoković        | 1.  | Vídeň, Rakousko                | tvrdý (h) | čtvrtfinále | 6–2, 6–1                     | 42.    |
| 2021                                   |                       |     |                                |           |             |                              |        |
| 2.                                     | Dominic Thiem         | 4.  | Řím, Itálie                    | antuka    | 3. kolo     | 6–4, 6–7(5–7), 7–6(7–5)      | 33.    |
| 3.                                     | Andrej Rubljov        | 7.  | Řím, Itálie                    | antuka    | čtvrtfinále | 3–6, 6–4, 6–3                | 33.    |
| 2022                                   |                       |     |                                |           |             |                              |        |
| 4.                                     | Hubert Hurkacz        | 10  | Mety, Franice                  | tvrdý (h) | semifinále  | 7–6(7–5), 6–4                | 65.    |
| 2023                                   |                       |     |                                |           |             |                              |        |
| 5.                                     | Félix Auger-Aliassime | 9.  | Dubaj, Spojené arabské emiráty | tvrdý     | 2. kolo     | 7–6(7–4), 6–4                | 67.    |
| 6.                                     | Andrej Rubljov        | 7.  | French Open, Paříž, Francie    | antuka    | 3. kolo     | 5–7, 0–6, 6–3, 7–6(7–5), 6–3 | 48.    |
| výhra nad úřadující světovou jedničkou |                       |     |                                |           |             |                              |        |